# 퀸투스 카무리우스 누미시우스 유니오르
퀸투스 카무리우스 누미시우스 유니오르(Quintus Camurius Numisius Junior)는 서기 2세기 후반에 활동한 원로원 의원이다. 그는 161년 초 눈디니움 기간 마르쿠스 안니우스 리보의 동료 집정관으로서 보좌 집정관으로 있었다.
그의 '겐틸리키움' 카무리우스(Camurius)는 트라야누스의 기사 계급 출신 인물인 C. Camurius C. f. Clemens.와의 연관성을 나타낸다. 일부 권위자들은 누미시우스 유니오르가 기사 계급 출신의 후손이라고 믿지만, Olli Salomies는 로마 제국의 작명법에 관한 논문에서 누미시우스 유니오르가 Clemens 그 본인보다는 Clemens의 형제에게 입양된 것이 좀 더 적합하다고 여겼다. 움브리아의 아티디움(Attidium)에 있는 그의 이름이 들어간 다수의 금석문들은 그 도시가 그의 고향임을 나타낸다. 한 금석문은 그의 아내로 추정되는 Stertinia L.f. Cocceia Bassula Venecia Aeliana Junior라는 여성, 그리고 아들로 추정되는 Quintus Cornelius Flaccus [Stertinus?] Noricus Numisius [Junior?]라는 남성을 언급한다. 앤서니 벌리는 그의 아내 스테르티니아(Stertinia)가 113년에 집정관을 지낸 루키우스 스테르니니우스 노리쿠스의 후손이라고 여긴다.

## 생애
그의 '쿠르수스 호노룸'은 아티디움에서 출토된 금석문들 중 하나로 재구성할 수 있다. 누미시우스 유니오르는 10대 시절에 '비기틴비리'를 이루고 있는 네 부서 중 가장 높이 평가받던 '트레스비리 모네탈리스'로 경력을 시작했으며, 이 직위에 임명되는 것은 일반적으로 파트리키나 황제의 총애를 받는 이들이었다. 이후에 브리타니아에 주둔되어 있던 히스파나 제9군단의 트리부누스 밀리툼으로 임명되었다. 벌리는 이 시기를 140년대로 추측하였다. 유니오르는 이후에 재무관을 맡아 로마에서 복무를 마쳤다. 이 시기쯤 그는 '소달레스 티탈리스 플라비알레스'에 입단하였다. 그 뒤에 그는 전통적인 공화정 시기의 정무관직들인 귀족 조영관과 법무관 등을 거쳐 신분이 상승했다. 얼푈지 게저는 이 마지막 직위의 시기를 150년경으로 추측했다.
법무관을 마친 뒤, 유니오르는 연속하여 두 개 군단의 군단장('레가투스 레기오니스')를 맡게 되었다. 처음 맡은 군단의 이름은 실전되었지만, 얼푈지는 그의 이때 임기를 152년경부터 155년경까지로 보았다. 두 번째는 빅트릭스 제6군단이었으며, 얼푈지는 첫 번째 군단을 떠나고 곧장부터 158년경까지 지휘했을 것이라 보았다. 한 사람이 군단 하나 이상을 지휘하는 것은 흔치 않은 상황이었는데 벌리는 이런 경우였던 30명이 안 되는 목록을 제시하며, 그는 "증거 자료가 있는 경우에서는, 특별한 상황이 반복된 명령을 초래했음을 볼 수 있다."라고 언급했다. 벌리는 유니오르 경우의 원인을 150년대 중반 브리타니아의 위태로운 군사 상황에서 기인했다고 보았다. "누미시우스 유니오르가 라인강의 군단을 지휘했다가, Cn. 율리우스 베루스의 추천으로 빅트릭스 제6군단장으로 임명되었을 가능성이 적어보이는데, 이때 율리우스 베루스가 게르마니아 인페리오르에서 브리타니아로 떠났었다."라고 하였다. 빅트릭스 제6군단의 지휘를 마친 뒤, 누미시우스 유니오르는 원로원 의원이 되었다.
원로원 의원을 마친 뒤 생애는 알려져 있지 않다.